# 神舟13号
神舟13号（しんしゅう13ごう）は2021年10月16日に打ち上げられた中華人民共和国の有人宇宙船。有人宇宙飛行「神舟」計画のひとつである。

## 歴史
2021年10月16日0時23分（中国時間）に打ち上げられ、地球周回軌道に乗った。飛行士は「天和」に6か月滞在し、2022年4月16日に酒泉衛星発射センターの近くの東風着陸地点に帰還、飛行士3名の宇宙滞在日数は中国の有人宇宙飛行では最長となる183日を記録した。

## 宇宙飛行士
| 名前   | 職責   | 飛行次数 | 飛行時間       | 軌道数 |
| ------ | ------ | -------- | -------------- | ------ |
| 翟志剛 | 指令長 | 1        | 2天20小時18分  | 45圈   |
| 王亜平 |        | 1        | 14天14小時29分 | 233圈  |
| 葉光富 |        | 0        | －             | －     |